# Сысоев, Юрий Александрович
Ю́рий Алекса́ндрович Сысо́ев (3 мая 1927, Ленинград — 16 октября 2003, Москва) — советский военный моряк-подводник и военачальник, командир первой советской подводной лодки, всплывшей на Северном полюсе. Начальник Военно-морского Управления Генерального Штаба Вооружённых Сил СССР (1976—1990). Герой Советского Союза (18.02.1964). Адмирал (5.11.1985).

## Биография
Русский по национальности. Родился в Ленинграде в семье служащего. Окончил 10 классов Ленинградского военно-морского подготовительного училища в 1945 году.
В том же 1945 году поступил на службу в Военно-Морской Флот СССР. В 1949 году окончил Высшее военно-морское училище имени Фрунзе. Начал службу на Балтике: с ноября 1949 года штурман подводной лодки М-31, с мая 1950 по декабрь 1953 — штурман подводной лодки С-82 8-го ВМФ. В 1954 году окончил Высшие специальные офицерские классы подводного плавания при 1-м высшем военно-морском училище подводного плавания и вновь продолжил службу на 8-м (с 1956 года — Балтийском) флоте: с сентября 1954 — старший помощник командира ПЛ С-357, с января 1955 — старший помощник командира ПЛ С-280. С июня 1956 по сентябрь 1958 г. — командир средней подводной лодки С-264. В 1951 году вступил в ВКП(б). 
В 1961 году окончил Военно-морскую академию. С июля 1961 года службу проходил командиром атомных подводных лодок на Северном флоте К-133 и с января 1962 года — К-181.
С 25 сентября по 4 октября 1963 года «К-181» совершила арктический поход в район Северного полюса (старший на борту и руководитель похода — командующий Северным флотом адмирал В. А. Касатонов). 29 сентября 1963 года в 6 часов утра лодка вышла в расчётную точку Северного полюса. В 6 часов 51 минуту лодка совершила всплытие, став первой советской подводной лодкой, всплывшей в непосредственной близости от полюса. На льду, на установленной специально мачте были подняты государственный и военно-морской флаги. Продолжительность похода составила 9 суток и 3 часа, было пройдено 3464 морских мили за 219 часов, из них подо льдом 1800 морских миль за 107 часов. Во время похода проводились испытания экспериментального навигационного комплекса «Сигма» и опытного образца приёмоиндикатора, способного принимать сигналы сверхдлинноволновой системы дальней навигации в подводном положении.
18 февраля 1964 года за успешный поход к Северному полюсу Сысоев был удостоен звания Героя Советского Союза с формулировкой «за успешное выполнение заданий командования и за героизм и мужество, проявленные при этом».
С октября 1964 по август 1966 — заместитель командира дивизии ПЛ СФ. В 1968 году окончил Военную академию Генерального штаба Вооружённых сил СССР с золотой медалью (позднее, в 1975 году, окончил дополнительно Высшие академические курсы при этой академии). С июня 1968 года — начальник Управления боевой подготовки — заместитель начальника штаба Тихоокеанского флота. С декабря 1970 года — командир 6-й эскадры подводных лодок Тихоокеанского флота. С сентября 1974 года — командующий 3-й флотилией подводных лодок Северного флота. 
Воинское звание контр-адмирал было присвоено 22.02.1971 г., вице-адмирал — 13.02.1976 г.
С апреля 1976 года — начальник 6-го (военно-морского) управления Главного оперативного управления Генерального штаба Вооружённых Сил СССР. С апреля 1990 года в запасе.
Скончался 16 октября 2003 года. Похоронен в Москве на Троекуровском кладбище.

## Награды
- Герой Советского Союза (18.02.1964, медаль № 11183);
- орден Ленина (18.02.1964);
- орден Трудового Красного Знамени (1981);
- орден Красной Звезды (1978);
- орден «За службу Родине в Вооружённых Силах СССР» 2-й степени (1975);
- орден «За службу Родине в Вооружённых Силах СССР» 3-й степени (1988);
- медали;

иностранные ордена и медали
- Орден «9 сентября 1944 года» III степени с мечами (Болгария, 22.01.1985)
- Медаль «100 лет со дня рождения Георгия Димитрова» (Болгария, 14.02.1983)
- Медаль «За укрепление дружбы по оружию» I степени (ЧССР)
- Медаль «60 лет Вооружённым силам МНР» (Монголия, 29.12.1981)
- Медаль «30-я годовщина Революционных Вооружённых сил Кубы» (Куба, 24.11.1986)

## Комментарии
1. ↑  Ныне Санкт-Петербург, Российская Федерация.